# Wang (rivier in Thailand)

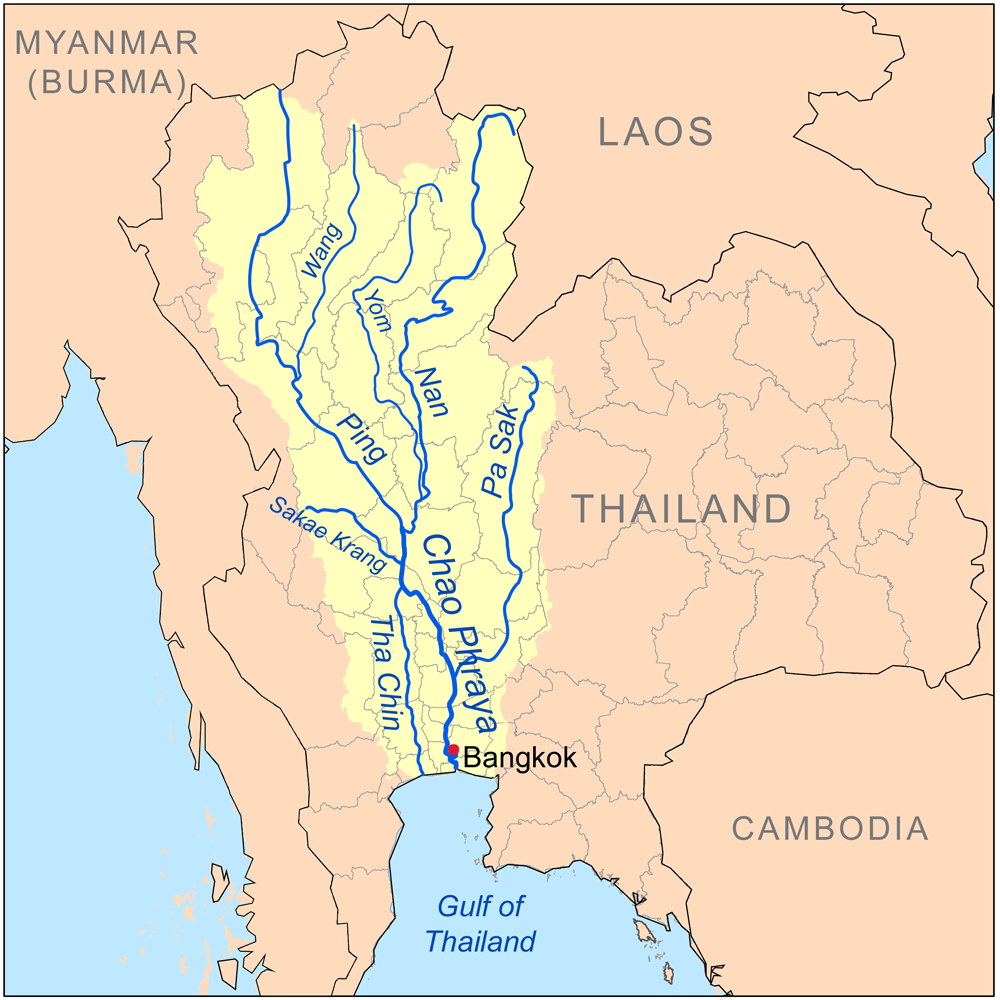
De Wang in het stroomgebied van de Menam

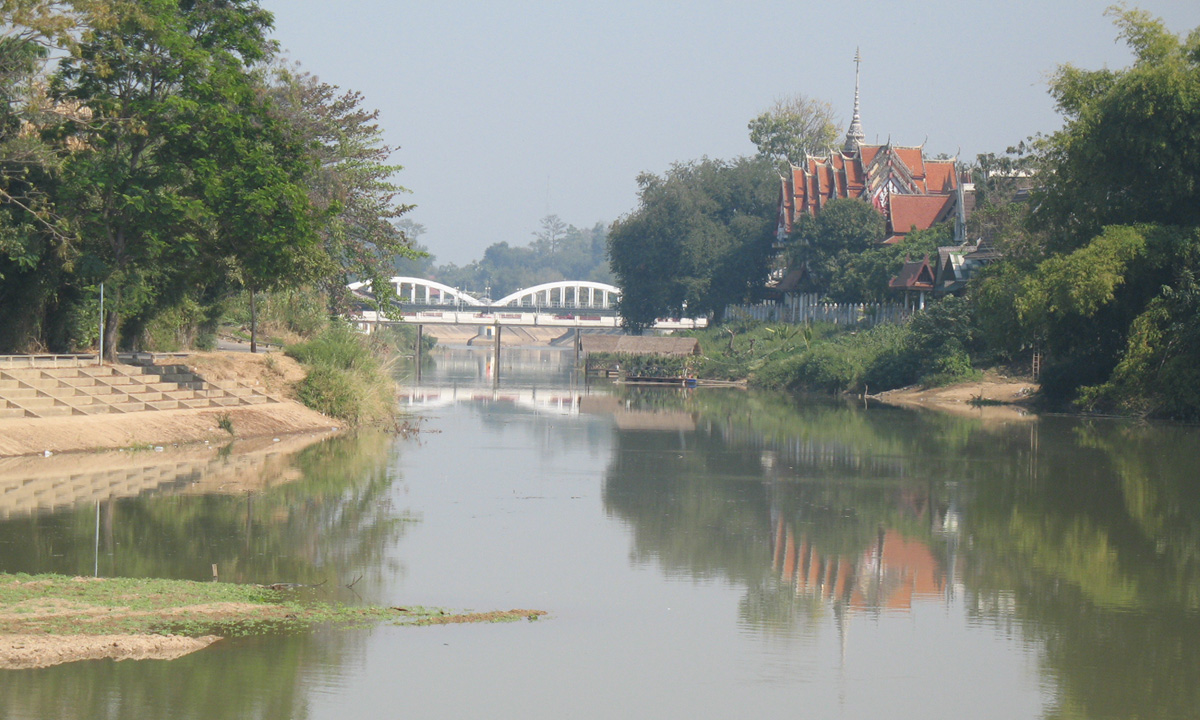
De Wang in het district Mueang Lampang

De Wang is een rivier in Thailand. De rivier ontspringt in Noord-Thailand en mondt bij de stad Tak in de provincie Tak uit in de rivier de  Ping. De rivier is 335 kilometer lang.

## Steden
Belangrijke steden langs de Wang:
- Lampang
- Tak